# Leonora (Paër)
Leonora, ossia L'amore coniugale è un'opera in due atti di Ferdinando Paër. Il libretto di Giovanni Schmidt è tratto da Léonore ou L'Amour conjugal (1794) di Jean-Nicolas Bouilly. La prima rappresentazione ebbe luogo, con grande successo, il 3 ottobre 1804 al Kleines Kurfürstliches Hoftheater di Dresda,con la moglie di Paër, il famoso soprano Francesca Riccardi, che interpretava la parte della protagonista.
La musica si distingue per «la freschezza dell'invenzione melodica e la varietà della scrittura orchestrale». Massimo Mila identificò i momenti deboli dell'opera nei due finali e nei concertati che definì laboriosi, mentre sottolineò la modernità dei preludi orchestrali alle arie e della «scrittura strumentale ricca ed efficace».
Il lavoro di Bouilly fu anche la fonte per il Fidelio di Beethoven. Il compositore tedesco possedeva personalmente una partitura dell'opera di Paër ed è possibile che questa abbia avuto qualche influenza sul lavoro beethoveniano. Esistono inoltre altre due opere basate sul testo di Bouilly: Léonore, ou L'Amour conjugal di Pierre Gaveaux (rappresentata il 19 febbraio 1798) e L'amor coniugale di Johann Simon Mayr (rappresentata al Teatro Nuovo di Padova il 26 luglio 1805).
In tempi moderni l'opera fu ripresa al Teatro Regio di Parma nel gennaio del 1974, in un allestimento diretto da Peter Maag con la partecipazione di Paolo Barbacini (Florestano) e June Marsh (Leonora). Lo stesso Maag diresse una ripresa della Leonora a Schwetzingen nel 1976, e da questo spettacolo fu tratta un'edizione discografica. Un altro allestimento (in lingua inglese) fu organizzato nel 2008 dalla Classical Opera di Bampton, nell'Oxfordshire (Bampton Classical Opera): vi furono due spettacoli a Bampton il 18 e 19 luglio 2008 e una ripresa a Londra il successivo 16 settembre.

## Interpreti della prima rappresentazione
| Personaggio | Interprete              |
| ----------- | ----------------------- |
| Marcellina  | Charlotte Häser         |
| Leonora     | Francesca Riccardi-Paer |

## Trama
Leonora si traveste da uomo per infiltrarsi nel carcere dove suo marito, Florestano, è tenuto prigioniero dal suo nemico, Don Pizarro. Inganna il carceriere Rocco, dal quale riesce a ottenere un lavoro. Don Pizarro, quando viene a conoscenza dell'imminente arrivo del governatore Don Fernando, ordina a Rocco di giustiziare Florestano. Leonora accompagna Rocco alla cella sotterranea dove si trova Florestano, poi minaccia il carceriere con una pistola fino all'arrivo di Don Fernando, cosicché Florestano può venire liberato.

## Discografia
| Anno | Cast (Leonora/Fedele, Florestano, Rocco, Don Pizarro, Marcellia)                  | Direttore            | Etichetta |
| ---- | --------------------------------------------------------------------------------- | -------------------- | --------- |
| 1978 | Ursula Kozsutz, Siegfried Jerusalem, Giorgio Tadeo, Norbert Orth, Edita Gruberova | Peter Maag           | Decca     |
| 2020 | Eleonora Bellocci, Paolo Fanale, Renato Girolami, Carlo Allemanno, Marie Lys      | Alessandro De Marchi | CPO       |